# Lycium exsertum
Lycium exsertum är en potatisväxtart som beskrevs av Asa Gray. Lycium exsertum ingår i släktet bocktörnen, och familjen potatisväxter. Inga underarter finns listade i Catalogue of Life.

## Bildgalleri

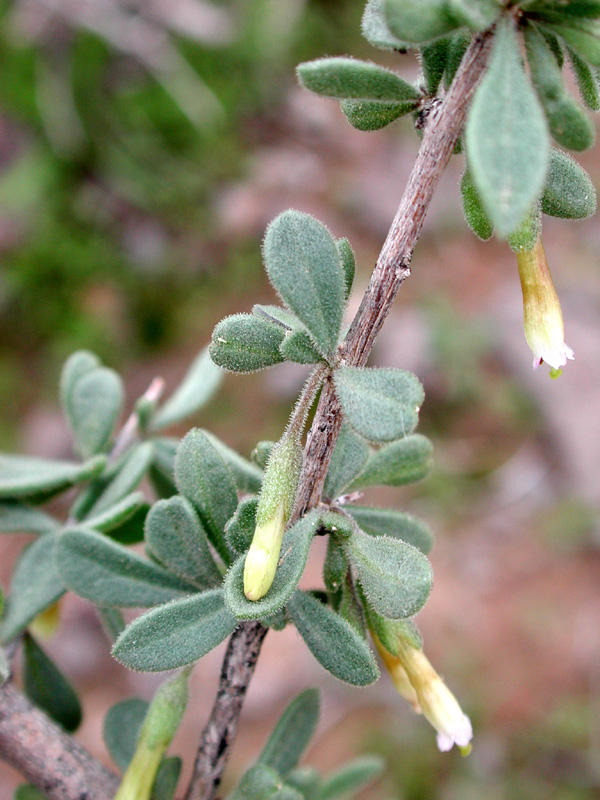